# Marie Vydrová
Marie Vydrová, rozená Pokorná (11. ledna 1851 Dolní Bukovsko – 1. listopadu 1946 Nové Hodějovice) byla česká a československá politička, meziválečná senátorka Národního shromáždění za Komunistickou stranu Československa. V Českých Budějovicích je po ní pojmenována ulice.

## Biografie
Angažovala se původně v sociálně demokratickém hnutí a byla členkou Československé sociálně demokratické strany dělnické, počátkem 20. let 20. století byla zakládající členkou KSČ v jižních Čechách.
Po parlamentních volbách v roce 1929 získala senátorské křeslo v Národním shromáždění. Mandát ale nabyla až dodatečně 18. prosince 1931 jako náhradnice poté, co rezignoval senátor Karl Schwamberger. V senátu setrvala do roku 1935. Třebaže do senátu nastoupila ve věku více než 80 let, ve své úvodní řeči pronesla radikální projev, v němž kritizovala soudobou sociálně demokratickou stranu jako stranu, která se zpronevěřila svým revolučním a dělnickým tradicím.
Profesí byla penzistkou českobudějovické tabákové továrny, bydlela v Hodějovicích.
Po osvobození vítala v květnu 1945 na náměstí v Českých Budějovicích velitele sovětské Rudé armády. V roce 1946 získala čestné občanství města Českých Budějovic. Je pohřbena na hřbitově sv. Otýlie v Českých Budějovicích.